# العلاقات البنينية السيشلية
العلاقات البنينية السيشلية هي العلاقات الثنائية التي تجمع بين بنين وسيشل.

## مقارنة بين البلدين
هذه مقارنة عامة ومرجعية للدولتين:
| وجه المقارنة                                              | بنين            | سيشل                                                |
| --------------------------------------------------------- | --------------- | --------------------------------------------------- |
| المساحة (كم2)                                             | 114.76 ألف      | 459                                                 |
| عدد السكان (نسمة)                                         | 11.18 مليون     | 95.84 ألف                                           |
| الكثافة السكانية (ن./كم²)                                 | 97.42           | 20.88 ألف                                           |
| العاصمة                                                   | بورتو نوفو      | فيكتوريا                                            |
| اللغة الرسمية                                             | لغة فرنسية      | لغة فرنسية، لغة إنجليزية، اللغة الكريولية السيشيلية |
| العملة                                                    | فرنك غرب أفريقي | روبية سيشلية                                        |
| الناتج المحلي الإجمالي (بليون دولار)                      | 9.27 مليار      | 1.49 مليار                                          |
| الناتج المحلي الإجمالي (تعادل القوة الشرائية) بليون دولار | 22.38 مليار     | 2.54 مليار                                          |
| الناتج المحلي الإجمالي الاسمي للفرد دولار أمريكي          | 762             | 15.48 ألف                                           |
| الناتج المحلي الإجمالي للفرد دولار أمريكي                 | 2.03 ألف        | 26.42 ألف                                           |
| مؤشر التنمية البشرية                                      | 0.480           | 0.772                                               |
| رمز المكالمات الدولي                                      | +229            | +248                                                |
| رمز الإنترنت                                              | .bj             | .sc                                                 |
| المنطقة الزمنية                                           | ت ع م+01:00     | ت ع م+04:00                                         |

## منظمات دولية مشتركة
يشترك البلدان في عضوية مجموعة من المنظمات الدولية، منها:
| علم المنظمة | اسم المنظمة                                 | تاريخ انضمام بنين | تاريخ انضمام سيشل |
| ----------- | ------------------------------------------- | ----------------- | ----------------- |
|             | يونسكو                                      | 18 أكتوبر 1960    | 18 أكتوبر 1976    |
|             | وكالة ضمان الاستثمار متعدد الأطراف          | 26 سبتمبر 1994    | 15 سبتمبر 1992    |
|             | الأمم المتحدة                               | 20 سبتمبر 1960    | 21 سبتمبر 1976    |
|             | مجموعة دول أفريقيا والكاريبي والمحيط الهادئ | ?                 | ?                 |
|             | الاتحاد البريدي العالمي                     | ?                 | ?                 |
|             | البنك الدولي للإنشاء والتعمير               | 10 يوليو 1963     | 29 سبتمبر 1980    |
|             | الاتحاد الدولي للاتصالات                    | 1961              | 17 سبتمبر 1999    |
|             | منظمة حظر الأسلحة الكيميائية                | ?                 | 29 أبريل 1997     |
|             | مؤسسة التمويل الدولية                       | 5 فبراير 1987     | 11 يونيو 1981     |
|             | المركز الدولي لتسوية المنازعات الاستشارية   | 14 أكتوبر 1966    | 19 أبريل 1978     |
|             | منظمة الشرطة الجنائية الدولية               | ?                 | 1 سبتمبر 1977     |
|             | الاتحاد الأفريقي                            | ?                 | ?                 |
|             | البنك الإفريقي للتنمية                      | ?                 | ?                 |

## وصلات خارجية
- موقع وزارة الخارجية البنينية
- موقع وزارة الخارجية السيشلية